# Ministerstwo Łączności
Ministerstwo Łączności – resort zajmujący się sprawami telekomunikacyjnymi w Polsce (telefonia, poczta, telegraf). Zlikwidowane w 2001, jego kompetencje przejęło Ministerstwo Infrastruktury.
Ministerstwo miało siedzibę w kamienicy Krasińskich przy placu Małachowskiego 2 w Warszawie.

## Szefowie resortu

### Kierownicy Resortu Komunikacji, Poczt i Telegrafu
- od 23 lipca 1944 do 4 listopada – Jan Michał Grubecki (SL)
- od 4 listopada 1944 do 31 grudnia 1944 – Jan Rabanowski (SD)

### Ministrowie łączności
- od 11 marca 1955 do 13 czerwca 1956 – Wacław Szymanowski (ZSL)
- od 13 czerwca 1956 do 25 lutego 1958 – Jan Rabanowski (SD)
- od 25 lutego 1958 do 27 czerwca 1969 – Zygmunt Moskwa (SD)
- od 28 czerwca 1969 do 2 kwietnia 1980 – Edward Kowalczyk (SD)
- od 3 kwietnia 1980 do 12 czerwca 1981 – Zbigniew Rudnicki (SD)
- od 12 czerwca 1981 do 23 października 1987 – Władysław Majewski (SD)

### Ministrowie transportu, żeglugi i łączności
- od 23 października 1987 do 1 sierpnia 1989 – Janusz Kamiński (PZPR)
- od 12 września 1989 do 20 grudnia 1989 – Franciszek Wielądek (PZPR)

### Ministrowie łączności
- od 20 grudnia 1989 do 14 września 1990 – Marek Kucharski (SD)
- od 14 września 1990 do 5 grudnia 1991 – Jerzy Slezak (SD)
- od 23 grudnia 1991 do 11 lipca 1992 – Marek Rusin (kierownik resortu)
- od 11 lipca 1992 do 26 października 1993 – Krzysztof Kilian (KLD)
- od 26 października 1993 do 17 października 1997 – Andrzej Zieliński (PSL)
- od 31 października 1997 do 26 marca 1999 – Marek Zdrojewski (AWS, od 1998 ZChN)
- od 26 marca 1999 do 16 marca 2000 – Maciej Srebro (AWS, ZChN)
- od 16 marca 2000 do 18 lipca 2001 – Tomasz Szyszko (AWS, ZChN/Przymierze Prawicy)
- od 18 lipca 2001 do 24 lipca 2001 – Janusz Steinhoff (pełniący obowiązki; AWS, PPChD)